# Коцюбинський Юлій Романович
Коцюбинський Юлій Романович (* 28 квітня 1934, Харків, Українська РСР — † 15 травня 2000, Чернігів, Україна) — український літературознавець , заслужений працівник культури України. Син Романа Коцюбинського та онук Михайла Коцюбинського.

## Життєпис
Юлій Коцюбинський народився 28 квітня 1934 року в м. Харкові. Він був єдиною дитиною у шлюбі Романа (1901—1937), сина Михайла Коцюбинського, та Олени Євгенівни, до шлюбу Писаревської. Але крім нього в родині виховувався ще й Ерлен — син Олени від першого шлюбу. Роман Коцюбинський під час українсько-більшовицької війни воював у складі Червоного козацтва, був чекістом. Потім працював тривалий час на партійній роботі в Одесі та науково-освітній в Академії наук у Харкові. По тому був директором музею батька у Вінниці. Його мати з родини російських революціонерів, вона навіть народилася в тюрмі. Для обох це був другий шлюб. 12 грудня 1936 року батька було заарештовано, а 27 вересня 1937 року розстріляно в Одесі, як ворога народу. Все майно родини було конфісковано.
Було заарештовано і матір Юлія. Її тримали в Мелітопольській в'язниці чотири місяці. Допитували, та свідчень проти чоловіка чи родичів не отримали. Не добившись зізнання, пропонували стати таємним агентом НКВС, проте вона погодилася. В цей час Москва змінює керівництво НКВС, його очолює Лаврентій Берія, це дещо зупиняє маховик репресій. В лютому 1938 Олену відпустили, на той момент геть посивіла.
У цей період Юлій потрапив до дитбудинку. Як він в подальшому згадував: «Матір випустили через півроку. Вона забрала нас зі спецзакладу для дітей ворогів народу. Втретє, мама вийшла заміж за директора фанерного заводу. Потім вона пояснила нам, що просто не мала іншого виходу — батька розстріляли, треба було якось вижити…».
Улітку 1942 під час евакуації Юлія було поранено в ногу під Сталінградом.
Згодом його направляють на навчання до Московського енергетичного інституту. 1958 року відвідав Чернігів. Лише у 1959 році Юлій Коцюбинський вступив до Київського університету, до того ж на російське відділення філфаку, оскільки української мови не знав. Тут опанував українську мову та отримав диплом. У 1962 році Юлій Романович був на першому творчому вечорі Василя Симоненка.
З літа 1964 року працював у Чернігові на посаді молодшого наукового працівника музею свого діда Михайла Коцюбинського. 1974 року його персонально запрошено до Чехословаччини на нараду музейних працівників. Працював над захистом кандидатської дисертації. Згодом став кореспондентом-організатором Бюро пропаганди художньої літератури при Спілці письменників України. У 1988 році призначено на посаду директора музею М. Коцюбинського.
За його участі на базі музею створювались численні українські громадські організації, проводились національно-патріотичні заходи. Крім того, очолював міську «Просвіту», його знали як організатора літературно-музичних вечорів до ювілеїв Бориса Грінченка, Василя Блакитного, Володимира Самійленка, Пантелеймона Куліша, Олександра Довженка.
В останні роки життя зайнявся виданням листів до Михайла Коцюбинського.
Його талант засвідчують численні публікації про Пантелеймона Куліша, Симона Петлюру, Богдана Лепкого, Бориса Грінченка в журналах «Радянська школа», «Українська мова та література в школі», «Сіверянський літопис», «Кур'єри Кривбасу», «Літературний Чернігів», газетах «Літературна Україна», «Просвіта», «Гарт», «Деснянська правда», «Чернігівські відомості», «За Україну!»
15 травня 2000 року на 67-му році Юлій Романович раптово помер.

## Родина
Син — Ігор Коцюбинський, директор музею Михайла Коцюбинського у Чернігові. Під час російського вторгнення на Донбасі рік прослужив у ЗСУ, куди був мобілізований як офіцер запасу. Демобілізований у квітні 2015. Дружина Антоніна Іллівна Коцюбинська.

## Відзнаки
- Заслужений працівник культури України (1994)
- Літературно-мистецька премію імені Івана Нечуя-Левицького (1997)
- Нагороджений Грамотою Центрального правління Всеукраїнського товариства «Просвіта»

## Вшанування пам'яті

Могила Коцюбинського Ю. Р., кладовище Яцево, літо 2015

- Посмертно був нагороджений міжнародною літературною премією «Тріумф» (2000)
- Лауреат Міжнародної премії імені Григорія Сковороди «Сад божественних пісень» (2012)
- У 2014 році створено творчий проект «Мистецькі зустрічі у музеї», присвячений пам'яті Юлія Коцюбинського.
- У 2017 Міжнародною літературно-мистецькою академією України посмертно відзначений медаллю «Івана Мазепи».[3]